# Historia Física Política y Natural de la Isla de Cuba, Botánica

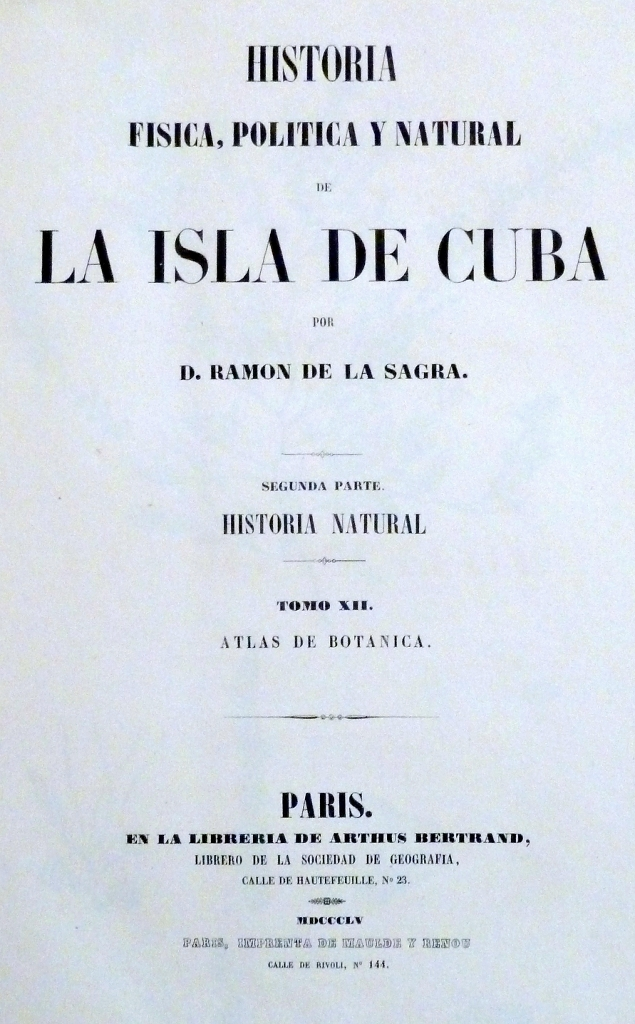
Ramón de La Sagra, 1855 - Historia Física Política y Natural de la Isla de Cuba, tomo XII, Atlas de Botánica - Carátula.

Historia Física Política y Natural de la Isla de Cuba, Botánica (abreviado Hist. Fís. Cuba, Bot.) es un libro ilustrado con descripciones botánicas que fue editado por el sociólogo, economista, botánico, escritor, político español, Ramón de la Sagra. Fue publicado en 13 tomos en los años 1838 - 1857. Los tomos 9 & 10 contiene plantas vasculares de Achille Richard.